# Indol-3-karbinol
Az indol-3-karbinol (I3C, C9H9NO) a glükozinolát glükobrassicin lebomlásával keletkezik, amely viszonylag magas szinten található meg a keresztesvirágú zöldségekben, például a brokkoliban, a káposztában, a karfiolban, a kelbimbóban és a kelkáposztában. Étrend-kiegészítőkben is kapható. Az indol-3-karbinol folyamatos biomedicinális kutatások tárgya lehetséges rákellenes, antioxidáns és aterogén hatásai tekintetében. Az indol-3-karbinollal kapcsolatos kutatásokat elsősorban laboratóriumi állatokon és tenyésztett sejteken végezték. Korlátozott és nem meggyőző humán vizsgálatokról számoltak be. A biomedicinális kutatási szakirodalom nemrégiben végzett áttekintése megállapította, hogy "a keresztesvirágú zöldségek fogyasztása és az emlő- vagy prosztatarák közötti fordított összefüggésre vonatkozó bizonyítékok korlátozottak és következetlenek emberekben", és "nagyobb, randomizált, kontrollált vizsgálatokra van szükség" annak megállapításához, hogy az indol-3-karbinol-kiegészítőknek vannak-e egészségügyi előnyei.

## Indol-3-karbinol és a rák
Az indol-3-karbinol fogyasztásának a rák előfordulását befolyásoló mechanizmusainak vizsgálata az ösztrogén-anyagcserét és más sejtes hatásokat megváltoztató képességére összpontosít. Kontrollált vizsgálatokat végeztek olyan állatokon, mint patkányok, egerek és szivárványos pisztrángok, különböző kontrollált szintű rákkeltő anyagokat és indol-3-karbinolt juttatva a napi étrendjükbe. Az eredmények dózisfüggő csökkenést mutattak a daganatok kialakulásának kockázatában az indol-3-karbinol miatt (amit az aflatoxin-DNS kötődés csökkenése eredményez). Az emberi étrendben található természetes rákellenes szerek (indol-3-karbinol) tiszta anti-iniciációs aktivitásának első közvetlen bizonyítékát Dashwood és munkatársai állították 1989-ben.
Az indol-3-karbinol az emberi reproduktív rákos sejtek G1 növekedési leállását okozza. Ez potenciálisan releváns a rák megelőzése és kezelése szempontjából, mivel a sejtnövekedés G1 fázisa a sejt életciklusának korai szakaszában következik be, és a legtöbb sejt esetében ez a sejtciklus fő időszaka az élettartamuk alatt. A G1 fázist a következő ("S") fázisban szükséges különféle enzimek szintézise jellemzi, beleértve a DNS replikációjához szükségeseket is.
Az indol-3-karbinol-kiegészítők túlzott használata a rák megelőzése érdekében nem lehet bölcs dolog, mivel a hormonháztartást rendszeres fogyasztás előtt ellenőrizni kell (egyszerű vérvizsgálattal). Ez az óvatosság az ösztrogénszintre gyakorolt hatása miatt javasolt (az ösztrogén jelentős hatással van az agyműködésre).
Aflatoxin B1-gyel kombinálva elősegíti a májrák kialakulását pisztrángoknál, és csökkenti az áttétképződést.

## Szisztémás lupus erythematosus
Az indol-3-karbinol az ösztrogén anyagcserét kevésbé ösztrogén metabolitok felé terelheti. A szisztémás lupus erythematosus (SLE vagy lupus), egy autoimmun betegség, az ösztrogénhez kapcsolódik. Egy lupus kialakulására tenyésztett egereken végzett vizsgálatban az egyik csoport indol-3-karbinolt kapott, míg a másik csoport standard egértápot kapott; az indol-3-karbinol diétával etetett csoport tovább élt, és kevesebb betegségtünetet mutatott.
Egy másik, lupusra hajlamos egereken végzett, indol-3-karbinollal kezelt tanulmány meghatározta, hogy a betegségük javulásának mechanizmusa az egerek B- és T-sejtjeinek fejlődésében bekövetkező egymást követő blokkoknak köszönhető. Az érési leállások az autoantitest-termelés csökkenéséhez vezettek, amiről úgy gondolják, hogy a lupus kialakulásának egyik kulcsfontosságú összetevője. Ezenkívül a betegségre hajlamos egerek I3C-kiegészítése a T-sejtfunkciójuk normalizálódásához vezetett.
A lupusban szenvedő nők metabolikus választ mutathatnak az indol-3-karbinolra, és antiösztrogén hatásaiból is profitálhatnak. Jelenleg klinikai vizsgálatok folynak az indol-3-karbinol alkalmazásával a lupusban szenvedő emberek kezelésének hatékonyságának meghatározására.